# Empis curvipes
Empis curvipes är en tvåvingeart som beskrevs av Friedrich Hermann Loew 1868. Empis curvipes ingår i släktet Empis och familjen dansflugor. Inga underarter finns listade i Catalogue of Life.